# Делавари
Делаварите (на английски: Delaware) са голям северноамерикански индиански народ, едно от най-известните индиански племена на Северна Америка. Делаварите или както самите те се наричат „ленапе – мъже“, или „лени-ленапе – мъже на мъжете“, до 1600 г. живеят главно в долината на река Делауеър – от Кейп Хенлоупън в Делауеър до Кетскил Маунтънс в Ню Йорк. Това е тяхната родина от стотици години преди идването на европейците. През следващите 300 години те са принудени да се местят над 20 пъти и до 1900 г. са разпръснати в Делауеър, Ню Джърси, Пенсилвания, Западна Вирджиния, Охайо, Онтарио, Мичиган, Индиана, Мисури, Арканзас, Луизиана, Тексас, Уисконсин, Канзас и Оклахома.

## Име
Самото име делавари не е индианско. Когато през 1610 г. капитан Самюел Аргайл тръгва от Джеймстаун на север, за да изследва крайбрежието, открива един голям залив, който кръщава Делауеър в чест на сър Томас Уест Трети лорд Де ла Уеър – първият губернатор на Вирджиния. По-късно английските колонисти използват името за залива, реката и за хората, живеещи там. Когато идват шведите, те започват да наричат хората „ренапе“ (от ленапе). На ирокезите са известни като „Акоткаканеа“ или „Тсаканеа“, на чероките като „Ани-куаноки“, на нантикоките като „Маттауа (Матхе, Матуа)“ и на уичитите като „Наруаро“. Когато някои групи мигрират в Тексас, испанците им дават името „Делуа (Далаас)“. На французите са познати като „луп“ (вълк), но това име е прилагано към всички североизточни крайбрежни алгонкини.

## Култура
От повечето алгонкински племена, делаварите са считани за прародители. Това се дължи на широко разпространеното убеждение, че те са родоначалници на всички алгонкини. Заради това убеждение делаварите се ползват с голям авторитет и уважение и често са били арбитри в решаването на спорове между съперничещи племена. От друга страна, устната история на много алгонкински племена разказва, че в миналото делаварите, шоуните, поухатаните и нантикоките са били едно племе и живеели заедно в долината на река Делауеър. По-късно езиковите прилики между тези племена и техните миграции потвърждават това.
Когато идват европейците в началото на XVII век, около 20 хиляди делавари живеят в около стотина села, пръснати по крайбрежието и във вътрешността, като всяко село е независимо. Общото между тях е, че всички се наричат „ленапе“ и имат по три матрилинейни клана (костенурка, вълк и пуйка), обхващащи всичките им групи. Според Люис Хенри Морган трите клана представляват основните кланове или фратрии на племето, които се състоят от по 12 клана, и тези кланове са еднакви сред мънсите и мохиканите. Често имената на трите основни клана се използват като синоними за трите дивизии на племето – мънси, унами и уналактико.
Всяко село се управлява от съвет, състоящ се от трима вождове (по един от всеки клан) и от изтъкнатите членове на селото. Главният вожд винаги е от клана Костенурка. Длъжностите на вождовете са наследствени в някои семейства, но трябва да се гласуват за утвърждаване. Военният вожд се избира въз основа на способностите и качествата на даден човек. Селата им са доста големи, особено през лятото, но през зимата те почти обезлюдяват, тъй като хората се разделят на отделни големи семейства и се отправят към семейните ловни територии, принадлежащи на племето. Селата, разположени близо до ирокезите, с които са в постоянна вражда, са силно укрепени, докато тези, които живеят по-далеч, не ги укрепяват. За жилища използват три вида вигвами – обикновени куполовидни, продълговати едностайни и продълговати двустайни. По реките и езерата пътуват с дълбани канута. Трудът е равномерно разпределен между половете. Мъжете се занимават с лов, риболов, строят домове и канута и се грижат за сигурността на селото. Жените обработват нивите, които понякога достигат огромни размери, грижат се за домакинството, изработват кошници, обработват животинските кожи и събират различни диви растителни храни. Татуировките са широко разпространени и при двата пола, а жените често боядисват лицата си червени. Старците носят дълги коси, а войните си бръснат главите като оставят само скалпов кичур на темето или гребен по средата – прическа, типична за източните племена. Дрехи си изработват главно от еленови кожи. Нямат официални брачни церемонии, но живеят в сплотени моногамни семейства. Мъртвите са погребвани в могили. Вярват в задгробния живот, но без концепцията за ад и рай като при християните, което впоследствие се оказва голямо разочарование за моравските братя. От металите познават само медта. Шаманите са два вида – лечители и пророци, ръководещи различни религиозни церемонии.
Заемащи обширна територия, делаварите не са единно племе, а съвкупност от много села и групи. Няма централна политическа власт, а всяка група или село е почти независимо. Вождовете в най-добрия случай са контролирали по няколко села, обикновено разположени на един поток. Трите традиционни разделения – мънси, унами и уналактико се характеризират главно с различните диалекти и местообитание, а не като обособена политическа единица. И трите дивизии говорят един алгонкински език, но с три диалекта. Мънси е доста различен от останалите два и е по-тясно свързан с езика на мохиканите.
От 1700 г. уналактико са погълнати от унами, а мънсите в много отношения се превръщат в отделно племе. В периода между 1740 г. и 1837 г. някои групи са покръстени от моравските братя. Тези новопокръстени делавари се отделят от своите съплеменници и заживяват в отделни села. Впоследствие те се превръщат в отделна общност и започват да се наричат моравци. Повечето от тези моравци били от мънси.

## История
Делаварите срещат „суаннукен – хората от солената вода“ още в началото на XVI век. Първоначално срещите са приятелски и са щели да останат такива, ако белите не отвличат няколко от тях. През следващите 80 години крайбрежните индианци се научават да избягват европейските кораби, които акостират на брега.

### Холандската търговия с кожи
Индианците са вече враждебно настроени, когато Хенри Хъдсън пристига да изследва района през 1609 г. Хъдсън отнася в Нидерландия огромен товар от ценни животински кожи и още на следващата година нидерландски търговци пристигат да търгуват с индианците. В рамките на няколко години търговията е разширена от река Хъдсън на юг до река Делауеър и на североизток до река Кънектикът. Въпреки че европейците не са искали, търговията с кожи утежнява много положението на индианците. В резултат на огромната конкуренция започват да избухват масово междуплеменни войни. През 1615 г. мохоките завладяват територията, която преди това споделят с мънси за лов. В резултата на това някои мънси подкрепят мохиканите по време на войната с мохоките през 1624 г. След поражението на мохиканите през 1628 г. някои от северните групи мънси са завладени от мохоките и са принудени да им плащат годишен данък.
Унами и уналактико на юг също са засегнати от търговията с кожи. През 1626 г. саскуеханок, които живеят на запад от тях, ги атакуват, за да получат по-лесен достъп до нидерландците и техните стоки. Между 1630 и 1635 г. саскуеханок нападат делаварските села в югоизточна Пенсилвания и ги принуждават да изоставят селата си и да се преместят оттатък река Делауеър. Тези индиански войни са едни от най-бруталните войни в историята на континента, с големи разрушения и жертви. На всичко отгоре населението е покосено от голяма епидемия, която върлува в долините на Хъдсън и Делауеър през 1633 – 1635 г.

### Войни с холандците
По времето, когато пристигат шведите в долината на Делауеър през 1638 г., военните действия са приключили. Първоначално делаварите са в добри отношения с шведите, но с изчерпването на животните с ценна кожа в долината на Делауеър, след 1640 г. шведите игнорират делаварите за сметка на саскуеханок. Междувременно броят на нидерландските заселници се увеличава многократно, което неминуемо води до конфронтации с местните племена. Първият по-голям конфликт е тъй наречената Война за прасетата през 1640 г., в която няколко нидерландски фермери и няколко раритани са убити. Истинската конфронтация настъпва през 1643 г. с избухването на Войната уапингър, която бързо се разпространява в региона, В тази война срещу нидерландците се включват над 20 местни племена, сред които някои мънси и делаварските села Таппан, Хавърстроу, Хакенсак, Навасинк и Раритан. По време на войната над 1600 уапингър и техни съюзници са убити. В годините след войната населението на Нова Холандия се увеличава с бързи темпове. През 1651 г. нидерландците подкрепят мохоките във войната им срещу саскуеханок, което води до допълнително напрежение с делаварите в долното течение на Хъдсън. В същото време нова епидемия от едра шарка, започнала във Вирджиния през 1654 г., достига до делаварите през 1657 г. и продължава на север до Нова Англия. Комбинацията от продължителните войни и епидемиите бързо намалява индианското население в региона. Положението се влошава още повече, когато нидерландците успяват да изгонят шведите от долината на Делауеър през 1655 г. и така лишават саскуеханок и мънси от основния им доставчик на оръжия и боеприпаси. В резултат на това двете племена са принудени да сключат мир с мохоките, но напрежението с нидерландците остава.

### Войни есопус
През 1657 г. есопус убиват няколко заселника в страната им. За да защитават заселниците, от Ню Амстердам е изпратена войска, която веднага започва да строи укрепление. На среща с вождовете на есопус, нидерландският командир успява да успокои нещата, но напрежението остава. Ситуацията се влошава неимоверно през следващата 1658 г. От тази година насетне, в продължение на 20 години смърт и унищожение следват делаварите. Началото е сложено с възобновяване на военните действия по Сейнт Лорънс между французите и ирокезите. В същото време сенеките, каюга и онондага атакуват саскуеханок, което въвлича в конфликта и мънси като съюзници на саскуеханок.
През септември 1659 г. нова вълна от напрежение избухва между нидерландците и делаварите. Група от есопус, които работели при един нидерландски фермер, се напиват и причиняват разни неудобства, но не били заплаха за никого. Въпреки това нидерландците организират група за саморазправа, която залавя и убива индианците. С този необмислен акт на насилие се слага началото на Първата война есопус (1659 – 1660). Есопус нападат нидерландските поселища и държат заселниците под обсада в продължение на три седмици, докато не пристига помощ от Ню Амстердам. След това есопус се оттеглят в планините и продължават нападенията. След неуспешен опит на мохиканите и мохоките да уредят примирие, нидерландците предприемат офанзива през 1660 г. След три изтощителни битки и заплахи, че мохиканите и мохоките ще се включат във войната, накрая есопус сключват мир с нидерландците. Мирният договор принуждава есопус да се откажат от голяма част от земите си и само заплахите за война с мохиканите и мохоките поддържа мира. През 1662 г. между мохоките и мохиканите избухва нова война и есопус виждат възможност да си отмъстят за несправедливостта. През юни 1663 г. те възобновяват нападенията срещу нидерландските поселища и така започва Втората война есопус (1663 – 1664). След множество нападения и няколко битки с военни експедиции, есопус отново се оттеглят в планините, от където продължават нападенията. През пролетта на 1664 г. от Ню Амстердам пристига заповед за унищожението на есопус и нидерландските войници призовават мохоките на помощ. Първо обединените сенеки и мохоки унищожават главното село на мънси – Минисинк. Стотици мънси са убити, а след това подобна съдба сполетява и други техни села. Нападнати от всички страни, есопус сключват мир с нидерландците през май 1664 г. Въпреки това войната между мънси и ирокезите не спира до поражението на саскуеханок през 1676 г.

### Отношения с британците
През 1664 г. британците завладяват Нова Холандия, но това не донася някаква промяна за мънси в долината на Хъдсън. Нидерландската власт пада, но нидерландските заселници не си тръгват, а остават. Англичаните сменят нидерландците и подписват договори за мир и сътрудничество с ирокезите. Така, тъй като английските колонисти са много по-многобройни от нидерландските, с помощта на ирокезите разширяват границите на бившата нидерландска колония многократно.
Англичаните започват да колонизират долината на Делауеър след 1666 г. Отношението на делаварите към новите заселници като цяло е враждебно, тъй като знаят за лошото отношение на англичаните към индианците във Вирджиния и Мериленд от тамошните племена, някои от които се присъединяват към тях по това време. Английските заселници са по-безскрупулни от нидерландските и често взимат земята на индианците без да плащат. Заради тази практика често има търкания между тях и делаварските групи соукин, ранкоки и супнапка през 1775 г. Други групи продават част от земите си в северно Ню Джърси през 1673 г. и 1681 г., а през 1682 г. Таманенд, избран за вожд от няколко делаварски групи, продава югоизточна Пенсилвания на Уилям Пен с договора от Шакамаксон (Филаделфия). За да направят място на англичаните, повечето делавари се изместват на запад към горните течения на реките Счуйкил, Брендвайн и Лийд, но от 1718 г. заселниците започват да навлизат и в тези земи. До 1732 г., след като отстъпват и долината на Саскуехана, всичко което остава на делаварите е малка част от Ню Джърси и долината Лийд в североизточна Пенсилвания. След 1744 г. на всички унами е наредено да напуснат Ню Джърси и да се присъединят към останалите делавари в горната част на Саскуехана, върху земи собственост на ирокезите.
По това време вече мънси действат почти като отделно племе и живеят под попечителството на онайда и каюга в собствените си земи. Към 1740 г., след като моравските братя започват мисионерска работа сред тях, повечето мънси се изместват на запад в долината Уайоминг в Пенсилвания. Към 1751 г. една група делавари живее по горното течение на Охайо, а мънси и 1/3 от унами са в горната част на Саскуехана и в долината Уайоминг.

### Борба за Охайо
След 1740 г. страната Охайо, която е напълно ненаселена и е собственост на ирокезите, става убежище за много племена, бягащи от напредващото все по на запад бяло население и от властта на Ирокезката лига. Същевременно англичаните започват сериозно да гледат на разширяването на техните владения към западна Пенсилвания и източно Охайо. През 1744 г. англичаните получават разрешение от ирокезите да построят пост при разклонението на Охайо (Питсбърг). Французите също имат претенции към Охайо и през 1752 г. с помощта на индианските им съюзници от Големите езера започват изграждането на верига от постове в цяла западна Пенсилвания, за да блокират достъпа на англичаните до Охайо. През май 1754 г. на конференция в Олбъни между представители на британските колонии и Ирокезката лига, ирокезите се отказват от Охайо и го отстъпват на англичаните. Когато племената в Охайо (минго, шоуни, делавари) научават за предателството на ирокезите, сред редиците им избухва гняв и недоволство. Междувременно Вирджиния предявява претенции към Охайо и решава да действа. Колонията изпраща отряд от 130 мъже, водени от 22-годишния тогава Джордж Вашингтон, да поиска от французите да освободят укрепленията в западна Пенсилвания. По пътя отрядът се натъква на френски войници и убива няколко от тях. С това се слага началото на Френската и индианска война (1754 – 1763). Индианците в Охайо стоят настрани от спречкванията между европейците, но след поражението на генерал Брадок в битката при Форт Дюкен на 9 юли 1755 г. колонистите на изток хвърлят цялата вина за това върху индианците и когато делегация делавари и шоуни пристига във Филаделфия да протестира срещу ирокезкото отстъпване на Охайо, индианците са заловени и обесени. Този акт на насилие отприщва дълго сдържаните гняв и омраза на индианците в Охайо срещу англичаните. Границите на Вирджиния и Пенсилвания са подложени на невиждано насилие и до 1758 г. над 2500 заселници са убити от индианците. През 1763 г. Френската и индианска война свършва, но не и войната с индианците в Охайо. Племената Охайо са едни от най-ревностните последователи на Понтиак във въстанието от лятото на 1763 г. През 1764 г. при Прескю Айзъл в Пенсилвания, полковник Джон Брадстрийт сключва мир с делаварите, минго и шоуните. Месец по-късно този договор е обявен за невалиден от генерал Томас Гейдж и на Брадстрийт е заповядано да атакува селата в Охайо. През ноември 1764 г. племената Охайо подписват мир с англичаните в Кошоктон, а Понтиак друг мирен договор на следващата година. Уплашени от въстанието, британските власти забранява заселването на запад от Апалачите. Заселниците обаче не спазват забраната и продължават да навлизат в индианските земи. До 1774 г. вече западно от Апалачите има над 50 хил. заселници.
През 1768 г. с договора от Форт Стануикс ирокезите потвърждават по-ранната цесия на западна Пенсилвания и Охайо, без да се консултират с племената в Охайо. Също така продават и земите в долините Саскуехана и Уайоминг. Заради това до 1770 г. почти всички делавари се изместват в Индиана и по време на Американската революция остават неутрални.

### Отношения със САЩ
Делаварите са първото племе, което подписва мирен договор с американците още през 1778 г., но през 1779 г. генерал Съливан, който води военна кампания срещу ирокезите в Ню Йорк, унищожава селата на мънси в Северна Пенсилвания. Мънси се оттеглят в южно Онтарио, Канада. Останалите делавари, след убийството на няколко техни хора преминават на страната на британците във войната. Само една малка част от племето не желае да се бие и за по-голяма сигурност се премества при американците във Форт Пит, но през пролетта на 1881 г. някои от водачите на тези делавари са убити и до лятото единствените делавари, които остават неутрални, са моравците.
През есента на 1881 г. около 160 бели доброволци обграждат селото на моравците – Гнаденхуетен и убиват 90 от тях, след което опожаряват и останалите моравски мисии. Новината за това клане достига до останалите делавари и от юни 1882 г. те последват виандотите и останалите войнствени племена в Охайо, за да се бият срещу американците. Войната за независимост приключва през 1783 г., но делаварите и племената в Охайо продължават своята война до 1795 г.
Решавайки, че селата им в източно и централно Охайо са уязвими от атаки, делаварите се местят на североизток в Индиана. Новите земи обаче са препълнени. Не само те бягали от бялото нашествие. Някои мирни фракции делавари и шоуни продължават пътя си още на запад и се установяват в Мисури, където престояват до 1807 г. През 1815 г. по-голямата част от тях се преместват в Тексас.
Мънси, които живеят близо до онайда след 1756 г., заедно с тях и индианците Брадъртън и индианците Стокбридж през 1834 г. се преместват в северен Уисконсин, където продължават да живеят и в наши дни.
Останалите делавари в Охайо подписват договор със Съединените щати през 1785 г. във Форт Макинтош. С този договор племената в Охайо признават американската власт и се определят границите между индианците и новата държава. За граница е определена река Мъскингъм. Много от индианците не подкрепят договора и продължават военните действия. Окончателният мир е подписан през август 1795 г. във Форт Грийнвил. Племената се отказват от претенциите си към Охайо с изключение на северозападния ъгъл. Мирният договор оставя делаварите без земя и с изключение на малка група по Сандъски Ривър другите делавари се преместват в източна и централна Индиана.

### Нов живот на запад от Мисисипи
По време на въстанието на Текумзе през 1813 г. болшинството делавари остават неутрални. През 1816 г. Индиана става щат и заселниците бързо заграбват индианските земи. През 1818 г. с договора от Сейнт Мерис делаварите се съгласяват да продадат всичките си земи и да се преместят западно от Мисисипи. Преместването им става между 1820 г. и 1822 г. Останалите на Сандъски Ривър делавари ги последват през 1829 г. Същата година заменят земите в Мисури за резерват в Канзас.
Делаварите, живеещи в Тексас по това време, се съюзяват с тексасците във войната през 1836 г. За благодарност през 1854 г. те са преместени в резерват на река Бразос заедно с кадо и тонкава. През 1859 г. трите племена са експулсирани в Оклахома.
По време на Гражданската война много от делаварите в Канзас и Мисури подкрепят Съюза. На 4 юли 1866 г. делаварите в Канзас подписват последния договор със Съединените щати, с който продават земите си и се съгласяват да се преместят в Оклахома. От 1160 делавари, 958 заминават за Оклахома. Мънси избират да останат при оджибве в Канзас, с които в крайна сметка се сливат.

## Делаварите днес
Делаварите в Оклахома получават федерално признаване през 1996 г. и наброяват над 10 хил. души. Друго федерално признато племе е делаварите в западна Оклахома, със седалище в Анадарко, Оклахома. Други делавари са част от федерално признатото племе Стокбридж–мънси в Уисконсин. В Ню Джърси има две групи делавари, които нямат федерален статут, но са признати от щата. В Делауеър също има една група, призната от щата. Общата численост на племето в края на XX век е над 16 хиляди души.